# Clinostigma savoryanum
Clinostigma savoryanum é uma espécie de planta com flor na família Arecaceae.
É endêmica do Japão. Está ameaçada por perda de habitat.